# Lochmoos
Das Gebiet Lochmoos ist ein mit Verordnung vom 23. April 1993 vom Regierungspräsidium Tübingen ausgewiesenes Naturschutzgebiet. 

## Lage
Das rund liegt 55 ha große Naturschutzgebiet liegt zwischen Weingarten und Wolfegg auf der Gemarkung der Gemeinde Schlier. Es gehört naturräumlich zum Voralpinen Hügel- und Moorland. Es wird in Richtung Nordosten vom Schwarzenbach durchflossen. Im Südosten liegt der Bannbühlweiher.

## Schutzzweck
Wesentlicher Schutzzweck ist laut Schutzgebietsverordnung „die Erhaltung und nach Möglichkeit Verbesserung der ökologischen Wertigkeit der Niedermoorlandschaft des Lochmooses als wertvolles Element der herkömmlichen Kulturlandschaft, Lebensraum und Rückzugsgebiet für eine artenreiche und teilweise hochgradig gefährdete Tier‑ und Pflanzenwelt, Quellgebiet und Wasserspeicher für das kulturhistorisch bedeutsame Gewässersystem des »Stillen Baches« und wichtiger Bestandteil im Lebensraumverbund oberschwäbischer Feuchtgebiete.“

## Flora und Fauna

### Flora
Aus der schützenswerten Flora sind unter anderem folgende Pflanzenarten zu nennen: 
- Floh-Segge (Carex pulicaris)
- Kleines Knabenkraut (Orchis morio)
- Glanzstendel (Liparis loeselii)
- Mehlprimel (Primula fariniosa)
- Kugelige Teufelskralle (Phyteuma orbiculare)
- Prachtnelke (Dianthus superbus)
- Spatelblättriges Greiskraut (Tephroseris helenitis)
- Rundblättriger Sonnentau (Drosera rotundifolia)
- Märzenbecher (Leucojum vernum)

### Fauna
Aus der schützenswerten Fauna sind unter anderem folgende Tierarten zu nennen:
- Moorfrosch (Rana arvalis)
- Laubfrosch (Hyla arborea)
- Sibirische Winterlibelle (Sympecma paedisca)
- Goldener Scheckenfalter (Euphydryas aurinia)

## Zusammenhängende Schutzgebiete
Das Lochmoos liegt vollständig im FFH-Gebiet Altdorfer Wald.